# تاريخ بلغاريا (1878-1946)

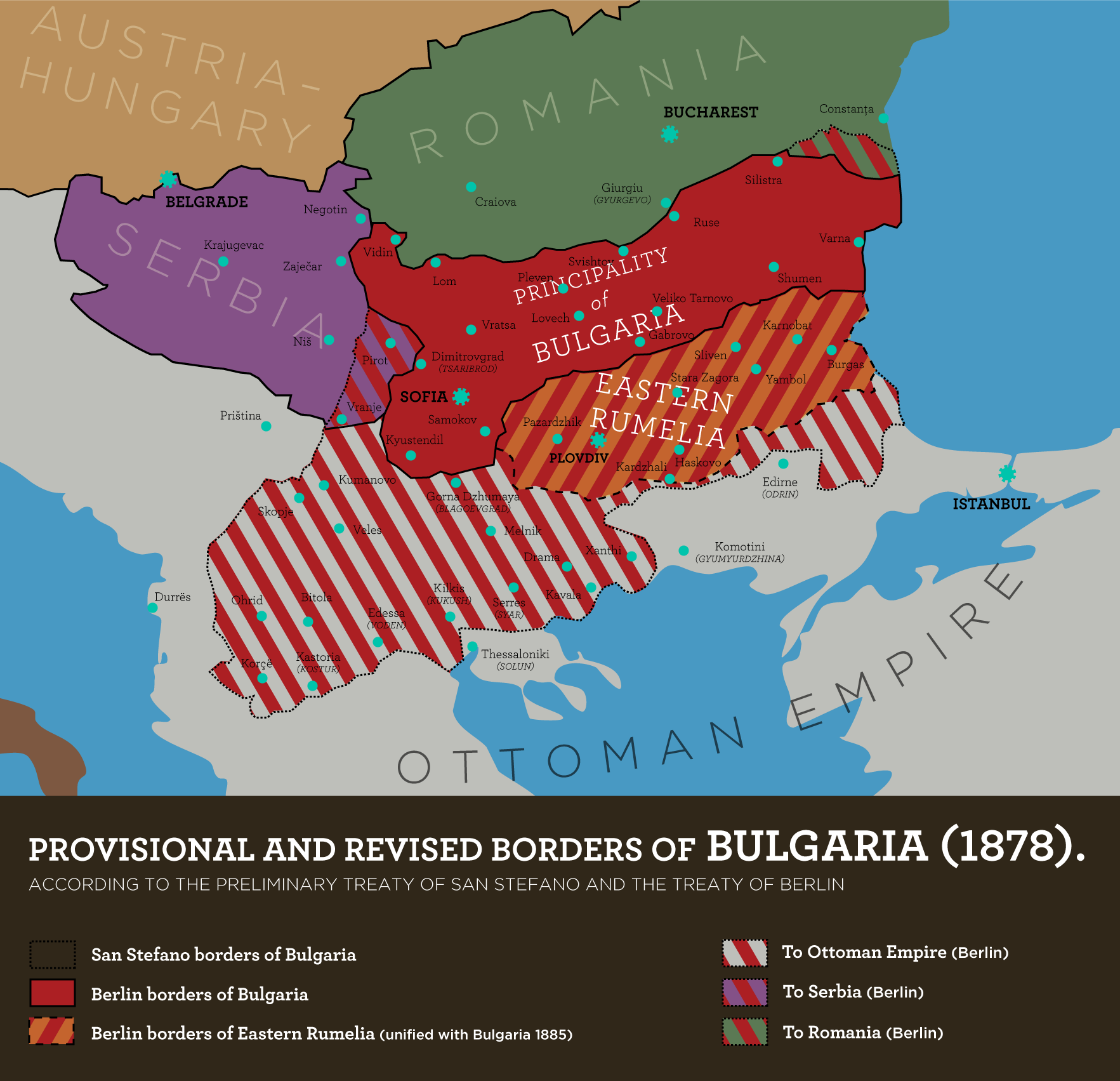

بعد الحرب الروسية التركية 1877-1878، أسست معاهدة برلين لعام 1878 دولةً مستقلة، هي إمارة بلغاريا، داخل الإمبراطورية العثمانية. رغم بقائها تحت السيادة العثمانية، تصرفت الإمارة باستقلالية، مُنصبةً ألكسندر باتينبيرغ أول أمير لها عام 1879. في عام 1885، سيطر ألكسندر على روميليا الشرقية التي كانت ما تزال تحت السيطرة العثمانية، وأصبحت رسميًا تحت حكم الاتحاد الشخصي. بعد تنازل الأمير ألكسندر عن الحكم عام 1886، انتخبت جمعية بلغارية فيرديناند الأول أميرًا للبلاد عام 1887. أعلِن الاستقلال الكامل عن الحكم العثماني عام 1908.
في حرب البلقان 1912-1913، شكلت بلغاريا مبدئيًا تحالفًا مع اليونان وصربيا ومونتينغرو ضد الإمبراطورية العثمانية، وحرروا معًا مناطقًا واسعة من الأقاليم العثمانية. دخلت بلغاريا، التي لم تكن سعيدةً بنتائج تقسيم الأقاليم العثمانية، الحرب ضد حلفائها القدامى؛ اليونان وصربيا وخسرت مناطقًا سيطرت عليها في الحرب الأولى. شهدت الحرب العالمية الأولى (1914-1918) قتال بلغاريا (1915-1918) إلى جانب ألمانيا والإمبراطورية النسماوية الهنغارية والإمبراطورية العثمانية. أدت الهزيمة إلى معاهدة نويي (29 نوفمبر 1919)، وبموجبها خسرت بلغاريا مناطقًا أخرى. استمرت المشاكل الاجتماعية وعدم الاستقرار السياسي خلال السنوات ما بين الحربين. في الحرب العالمية الثانية (1939-1945)، تحالفت بلغاريا مرةً أخرى مع ألمانيا (مارس 1941). رغم محاولة بلغاريا الانسحاب من الحرب عند تقدم الاتحاد السوفيتي نحو مناطقها (1944)، غزاها الجيش الأحمر (سبتمبر 1944)، وأتت حكومة شيوعية (1944-1946) إلى السلطة وأسست جمهورية بلغاريا الشعبية (1946-1990).

## 1878-1912
وفرت معاهدة سان ستيفانو المقترحة في الثالث من مارس 1878 دولةً بلغارية ذاتية الحكم، والتي تتألف من المناطق الجغرافية لميوسيا وتراقيا ومقدونيا. نتيجةً لخوفهم من تأسيس دولةً كبيرة حليفة لروسيا على ضفاف البلقان، لم توافق القوى العطمى الأخرى، لا سيما بريطانيا والإمبراطورية النمساوية الهنغارية، على المعاهدة. كان البريطانيون قلقون على طرقهم نحو قناة السويس والهند. كانت الإمبراطورية النمساوية الهنغارية ذات الملكية الثنائية، قلقةً أن تأسيس دولة سلافية كبيرة مستقلة في البلقان سيشجع السلافيين المقيمين في كنف الإمبراطورية النمساوية المجرية على السعي للاستقلال بدولهم. وفقًا لذلك، سعت كل من بريطانيا والإمبراطورية النمساوية الهنغارية إلى تنقيح المعاهدة.
نتيجةً لذلك، عدّلت معاهدة برلين (1878) تحت إشراف أوتو فون بيسمارك الألماني وبنجامين ديسرايلي البريطاني المعاهدة السابقة، وقلصوا الدولة البلغارية المقترحة. أنشئت إمارة بلغارية مستقلّة بين الدانوب وجبال ستارا بلانينا، وموقعها في العاصمة البلغارية القديمة فيليكو تورنوفو وتشمل صوفيا. تخضع هذه الدولة للسيادة الاسمية العثمانية ولكن يحكمها أمير بلغاري انتخبه كونغرس من البلغار بصفته الجمعية التأسيسية للإمارة البلغارية في العاشر من فبراير عام 1879 ووافقت عليه القوى العظمى. أصرت القوى العظمى ألّا يكون الأمير روسيًا، ولكن بتسوية اختير ألكسندر باتينبيرغ أميرًا لبلغاريا وهو ابن شقيق القيصر ألكسندر الثاني. أنشِئت منطقة عثمانية مستقلة تحت اسم روميليا الشرقية جنوب جبال ستارا بلانينا، وعليه أعيدت مقدونيا ألى سيادة السلطان.

### الاتحاد الشخصي مع روميليا الشرقية
اعتمد البلغار دستورًا ديمقراطيًا متقدمًا، وانتقلت السلطة إلى الحزب الليبرالي بقيادة ستيفان ستامبولوف. كان للأمير ألكسندر ميول محافظة، وعارض في بداية الأمر سياسات ستامبولوف، ولكن بحلول عام 1885 أصبح متعاطفًا بصورة واضحة من أجل بلده لتغيير تفكيره، ودعم الليبراليين. دعم أيضًا اتحاد بلغاريا وروميليا الشرقية الذي نتج عن انقلاب في بلوفديف في سبتمبر 1885. لم تتدخل القوى العظمى بسبب صراع النفوذ بينها. بعد فترة قصيرة، أعلنت صربيا الحرب على بلغاريا أملًا في انتزاع مناطق بينما كان البلغار مشتتون. هزمهم البلغار في سليفينتسا واستخدموا ذلك الزخم لشن هجوم مضاد. تقهقر الجيش الصربي إلى داخل المناطق الصربية، ولكن البلغار اضطورا لإيقاف تقدمهم بعد تهديد الإمبراطورية النمساوية الهنغارية بالتدخل لصالح الصرب. وافقت القوى العظمى على التوحيد بصفته اتحادًا شخصيًا.

### فيرديناند
رفعت الأحداث من شعبية ألكسندر، لكن روسيا لم تكن راضيةً بصورة متزايدة عن ميوله الليبرالية. أثارت روسيا انقلابًا، ونتيجةً له أجبر ألكسندر على التنازل عن العرش ونُفي إلى روسيا. تصرف ستامبولوف، مع ذلك، بسرعة وأجبر أفراد الانقلاب على الهروب من البلاد. حاول ستامبولوف إعادة تنصيب ألكسندر لكن المعارضة الروسية القوية أجبرت الأمير على التخلي عن العرش مرةً أخرى. في عام 1887، انتخب البلغار فيرديناند الأول ملكًا جديدًا لهم. كان فيرديناند مرشح النمسا ورفض الروس الاعتراف به رغم صداقته مع القيصر ألكسندر الثالث. عمل فيرديناند مبدئيًا مع ستامبولوف، ولكن بحلول عام 1894 ساءت العلاقة بينهم. استقال ستامبولوف واغتُيل في يوليو 1895. قرر فيرديناند حينها استعادة العلاقات مع روسيا، ما يعنيه العودة إلى سياسة محافظة.
كان هناك عدد معتبر من السكان البلغاريين المقيمين تحت الحكم العثماني في مقدونيا. لتعقيد المسائل، طالبت كل من صربيا واليونان بأحقيتهما باليونان. بدأت نتيجةً لذلك حرب البلقان، وهي صراع على خمس جوانبللسيطرة على تلك المناطق والتي امتدت حتى الحرب العالمية الأولى. في عام 1903، كان هناك تمرد بلغاري في مقدونيا العثمانية وبدت الحرب مرجحةً جدًا. في عام 1908، استغل فيرديناند الصراع بين القوى العظمى لإعلان بلغاريا مملكةً مستقلة كاملة، ويكون هو قيصرًا عليها، الأمر الذي نفذه في الخامس من أكتوبر (رغم أنهم أعلنوه في الثاني والعشرين من سبتمبر، إذ بقيت بلغاريا على التقويم اليولياني حتى عام 1916) في كنيسة سان فورتي للشهداء في فيليكو تارنوفو.

### ثورة إليندين-بريوبرازهاين
كانت المشكلة السياسية الخارجية الرئيسية التي واجهت بلغاريا طوال الفترة حتى الحرب العالمية الأولى هي مصير مقدونيا وتراقيا الشرقية. في نهاية القرن التاسع عشر، تأسست المنظمة الثورية المقدونية-الأدرينية الداخلية وبدأت في إعداد انتفاضة مسلحة في المناطق التي ما زالت تحت الاحتلال التركي العثماني. بالاعتماد جزئيًا على الدعم الوطني من جانب إمارة بلغاريا، بدأت المنظمة في تنظيم شبكة من اللجان في مقدونيا وتراقيا. في أغسطس 1903، اندلعت انتفاضة مسلحة جماعية، عرفت في التاريخ باسم إيليندن-بريوبراجيني، في مقدونيا وتراقيا. كان هدفها تحرير تلك المناطق، أو على الأقل لفت انتباه الدول العظمى وجعلها تدعو إلى تحسين الظروف المعيشية للسكان من خلال الإصلاحات القانونية والاقتصادية. بعد ثلاثة أشهر من المعارك الضارية، سحق الجيش العثماني الانتفاضة باستخدام القسوة المفرطة ضد السكان المدنيين.